# St.-Marien-Kirche (Selmsdorf)

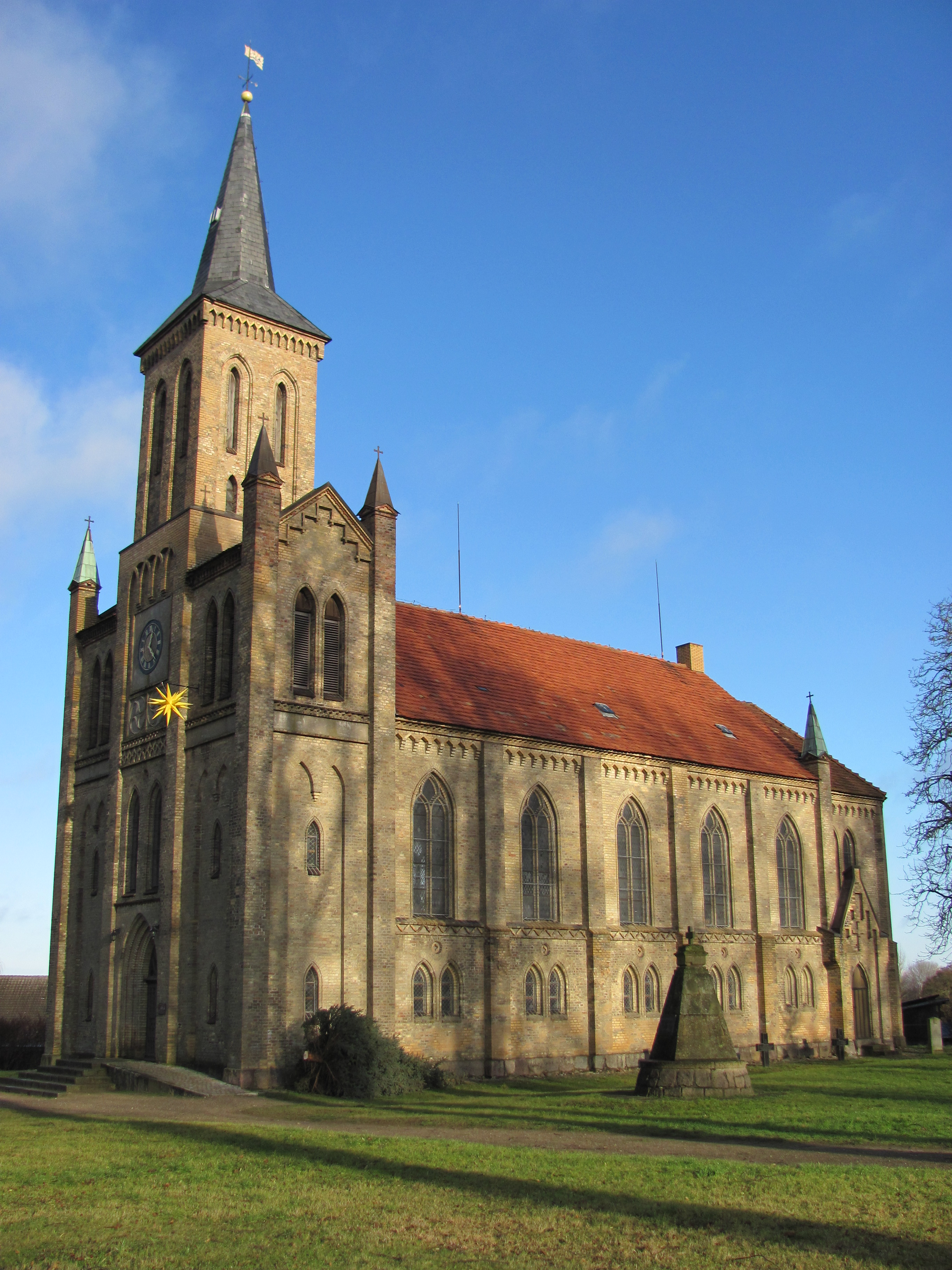
St. Marien-Kirche Selmsdorf

Die St.-Marien-Kirche ist ein neugotisches Kirchengebäude in Selmsdorf. Sie ist die Kirche der Evangelisch-Lutherischen Kirchengemeinde Selmsdorf in der Propstei Wismar im Kirchenkreis Mecklenburg der Evangelisch-Lutherischen Kirche in Norddeutschland.

## Geschichte
Ein Pfarrer wird für Selmsdorf erstmals 1386 bezeugt. Die Gemeinde gehörte zum Bistum Ratzeburg, und die Pfarrherren waren meist Mitglieder des Ratzeburger Domkapitels. 1424 und 1426 wurden der Kirche zwei Vikarien gestiftet. 1493 ist eine Auseinandersetzung zwischen dem Domkapitel und dem Rat der Stadt Lübeck wegen des von den Schlutupern in einer Schlägerei profanierten Kirchhofs aktenkundig. Nach der Reformation fand 1599 eine Visitation durch Superintendent Nicolaus Peträus statt, eine weitere 1620. Bei dieser sah die Kirche wüste und unordentlich aus.
Über die backsteingotische Dorfkirche ist nur wenig bekannt ist. Sie hatte einen für diese Gegend Westmecklenburgs in gotischer Zeit typischen quadratischen Kastenchor. Der viereckige niedrige Turm war mit einem Ziegeldach versehen.
Die alte Kirche, die baufällig und für die wachsende Gemeinde zu klein war, wurde 1862 abgebrochen. An ihrer Stelle entstand bis 1864 ein neugotischer Neubau. Der Entwurf, der sich an Bauten Friedrich Wilhelm Buttels anlehnt, stammte von dem Schönberger Baumeister Fritz Rickmann. Er hatte auch die technische Bauleitung, während die verwaltungsmäßige Aufsicht in den Händen des Schönberger Landdrosten Fritz von Eyben lag. Die Marienkirche ist der einzige Kirchenneubau in der Geschichte des Fürstentums Ratzeburg.
Die Einweihung der neuen Kirche, deren Bau 11.165 Taler gekostet hatte, konnte am dritten Adventssonntag, den 11. Dezember 1864, gefeiert werden.

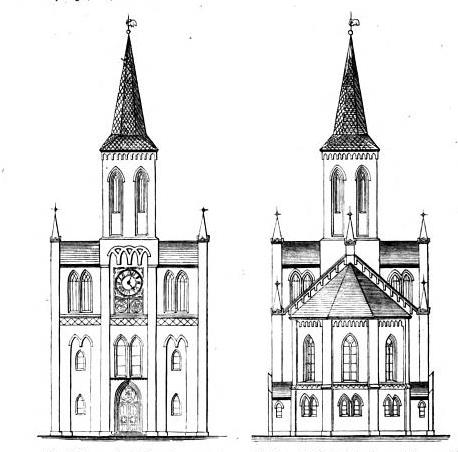
West- und Ostansicht (1867)
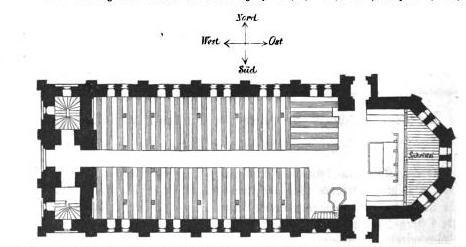
Grundriss (1867)
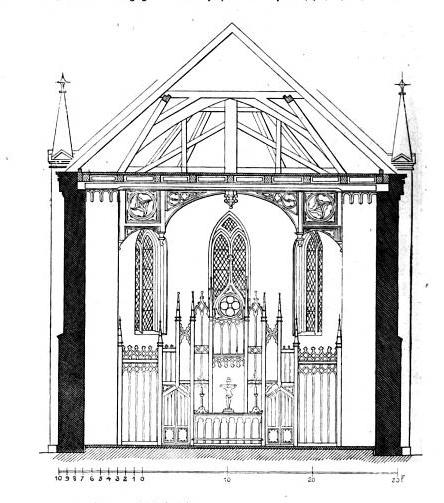
Aufriss des Chorraums (1867)

## Baubeschreibung
Die Kirche ist aus gelblichem Backstein erbaut und hat ein rechteckiges Schiff mit einem eingezogenen, polygonalen Chorabschluss. Der schmalrechteckige Turmbau ist wie ein Westwerk dem Kirchenschiff querriegelartig vorgelagert. Das Hauptschiff ist durch Wandvorlagen in fünf Joche gegliedert. In jedem Joch finden sich in der durch einen Zickzackfries abgeschlossenen Erdgeschosszone zwei kleinere Spitzbogenfenster, darüber ein hohes zweigeteiltes Spitzbogenfenster. An beiden Seiten des Chores sind Portalvorbauten angebracht. Charakteristisch ist der aufwändig gestaltete Westvorbau. Über zwei dreigeschossigen, mit Eckpfeilern akzentuierten Seitenteilen erhebt sich der eigentliche Turm mit dem Uhr- und Glockengeschoss und einem achteckigen Spitzhelm. Über dem Westportal zwei Formstein-Felder mit Fischblasen-Ornamenten. Das Dach des Schiffes wurde mit roten Dachziegeln gedeckt, der Turm hingegen mit Schiefer.
Der Innenraum ist nicht gewölbt, sondern zeigt eine hölzerne Balkendecke, deren einziger Schmuck ein zusätzlicher Unterzug zwischen Schiff und Chorraum mit geschnitzter Masswerkornamentik ist. Hinter dem Altar befindet sich eine auch als Beichtraum zu nutzende Sakristei. Die Süd-, West- und Nordseite des Schiffes wurden mit Emporen versehen.

## Ausstattung
St. Marien besitzt eine einheitliche neugotische Ausstattung aus der Erbauungszeit. Der Altar ist in neugotischen Architekturformen, mit Maßwerkdekor und Fialenbesatz gehalten; im Mittelteil das Altargemälde des segnenden Christus stammt von 1885.
Aus der Vorgängerkirche erhalten blieb die Kuppa einer Tauffünte aus gotländischem Kalkstein vom Ende des 13. Jahrhunderts, die mit kleeblattförmigen Arkaden geschmückt ist. Sie kam zunächst auf den Friedhof und später in Teile zerbrochen zurück in die Kirche. Im Winter 2011/2012 wurde sie mit Hilfe mehrerer Spender restauriert und erhielt einen neuen Platz im Chor der Kirche.
Ebenfalls aus der alten Kirche stammen einige Grabsteine, ein hölzernes Grabmal von 1658, sowie der 16-armige Lübecker Messing-Kronleuchter von 1653.
1869 erhielt die Kirche eine romantische Orgel des Stettiner Orgelbauers Barnim Grüneberg (op. 114, Schleiflade, 13 Register über zwei Manuale und Pedal). 2009 wurde die Orgel und das Gehäuse durch die Firma W. Sauer Orgelbau vollständig restauriert.
Die Glasmalereien in den Chorfenstern wurden durch den Kunst- und Glasmaler Rudolf Carl Koenigsberg aus Schwerin ausgeführt. Stifterin war die Witwe des Pfarrpächters Hans Engell. Nach Aufzeichnungen in der Kirchenchronik wurden die Fenster am Erntedanksonntag 1910 eingeweiht. 1998/99 erfolgte durch die Wismarer Glaserei Thomas Biebernick in Zusammenarbeit mit dem Glaseratelier Wilfried Osten aus Schwerin-Wickendorf die Restaurierung mit großflächigen Ergänzungen.
Im Turm der Kirche hingen ursprünglich drei Bronzeglocken. Die größte mit einem Durchmesser von 1,32 m war vom Lübecker Ratsgießer Lorenz Strahlborn 1742 gegossen worden, die beiden anderen vom Lübecker Ratsgießer Johann Georg Wilhelm Landré. Diese wurden im Ersten Weltkrieg abgeliefert und eingeschmolzen. 1929 erhielt die Kirche eine neue Glocke.

## Gemeinde
Nach Selmsdorf eingepfarrt waren früher die Ortschaften Bardowiek (heute Wüstung), Lauen, Schwanbeck (heute Ortsteil von Dassow), Sülsdorf, Teschow, Zarnewenz, das Dassower Siechenhaus und die Försterei Hohenmeile. Heute zählen zur Kirchgemeinde Selmsdorf neben Selmsdorf noch die inzwischen alle in die Kommunalgemeinde Selmsdorf eingemeindeten Ortsteile Zarnewenz, Sülsdorf, Teschow, Lauen und Hof Selmsdorf.
Die Gemeinde war zu DDR-Zeiten durch die Grenzlage massiv in ihrer Arbeit eingeschränkt. 1989 hatte sie noch ca. 200 Gemeindeglieder. Zuzüge nach Grenzöffnung und Wiedervereinigung, vor allem junger Familien, ließen die Kirchgemeinde auf fast 700 Mitglieder anwachsen. Heute wird die Kirchengemeinde von Herrnburg aus mitverwaltet.

## Geistliche
- 1706–1739 Christoph Wichmann
- 1738–1767 August Friedrich Felbaum
- 1767–1819 Jacob Friedrich Rüdinger
- 1817–1823 Johann Christian Ludwig Christlieb
- 1825–1848 Johann Georg Rußwurm
- 1850–1851 Georg Hamann
- 1851–1867 Karl August Rüdiger
- 1868–1880 Hermann Ohl
- 1880–1907 Alfred Horn